# フィンランド国防大学

フィンランド国防大学の紋章

フィンランド国防大学（フィンランド語:Maanpuolustuskorkeakoulu, MpKK スウェーデン語:Försvarshögskolan）はフィンランド軍における士官学校組織。フィンランド三軍およびフィンランド国境警備隊の士官養成を目的としている。学校の所在地はヘルシンキであり、市内および近郊に三ヶ所の校地を有する。学校の前身は18世紀よりあったが、現在の形となったのは1993年のことである。大学院課程も有し、そこにおいては高級参謀教育を行っている。

## 組織
- 戦争課

作戦技術、戦術、戦略、戦史からなる軍事理論の教育を担当
- 軍事技術課

システム工学と軍事経済学、それらを支える数学、物理学、化学の教育・研究を担当
- 統率・軍事教育学課

「統率」、「軍事教育学」、「体育」、「研究」という4つの教育グループで構成される
- 軍事アカデミー

国防大学における軍事科学研究の学士課程を担当するとともに、軍や分校における研究を指導する
- 修士課程

国防大学における修士課程を担当するとともに、軍や分校における軍事科学研究を指導する
- 大学院課程
- 参謀課程を担当
- 学務課

学生募集や、各課・各課程と協力して授業を開発することを担当
- 国防言語センター

国防大学における外国語教育と第2公用語としてのスウェーデン語の教育、言語研究を担当。また、全軍に対しても言語教育や翻訳サービスなどを手掛ける
- フィンランド国防軍国際センター

国連やEU、AUなどで活躍する専門家や指導者を養成する課程を担当
- 国防課程

フィンランドの対外政策や国防政策について受講者に概説する
- 軍事博物館